# Squire Fridell
Squire Fridell (født 9. februar 1943) er en amerikansk skuespiller, mest kendt for at spille Ronald McDonald i McDonald's-reklamerne fra 1984 til 1991.